# Fava tonca
La fava tonca (Dipteryx odorata) anomenada en altres llengües cumaru o kumaru, és una espècie arbòria dins la família fabàcia que és nativa de la regió d'Amèrica del Sud de l'Orinoco. Les seves llavors reben el nom comercial de faves tonka (Tonka Beans) Aquestes llavors són de color negre, de textura arrugada i l'interior és llis. Té una fragància similar a la de la vainilla, ametlles, canyella i clau d'espècia.
La paraula "tonka" prové de la llengua galibi parlada pels caribs de la Guaiana Francesa i també apareix en la llengua tupí per designar aquest arbre, que també s'anomena "kumaru" i d'on prové el nom del producte químic cumarina que va ser aïllat per primera vegada a partir d'aquesta planta.
Aquest arbre té una gran longevitat i es creu que és una de les 100 plantes del món que poden arribar a viure més de 1.000 anys, la qual cosa s'ha comprovat mitjançant la datació per radiocarboni.

## Usos
El cumaru s'ha fet servir per substituir la vainilla, en perfums i com ingredient del tabac. Actualment els principals productors de les seves llavors són Veneçuela i Nigèria.
La FDA ha prohibit el seu ús als Estats Units. La cumarina no té propietats anticoagulants però sí que les té el seu derivat químic 4-hidroxicumarina.
Es fa servir per donar aroma a vainilla en alguns sabons i amb la mateixa funció en el cas d'algunes marques de xocolata amb llet, així com a aromatitzant en begudes i productes de confiteria.
La seva fusta és dura i es fa servir per a parquets.

## Propietats màgiques atribuïdes
En les comunitats paganes i ocultistes es considera que les llavors del cumaru guareixen la depressió, desorientació, confusió i el pensament suïcida a més d'activar el sistema immunitari. En les mateixes comunitats es creu que, fent servir diversos mètodes, pot fer que els desitjos es compleixin.